# Raymond Chandler
Raymond Thornton Chandler (n. 23 iulie 1888, Chicago, Illinois, SUA – d. 26 martie 1959, La Jolla, California, SUA) a fost un scriitor american de romane polițiste și nuvele.
S-a născut la Chicago în 1888. Are șapte ani când tatăl său, un american, o părăsește pe mama lui Raymond. Aceasta, o irlandeză, se întoarce împreună cu copilul în Anglia. Raymond Chandler revine în Statele Unite în 1912, stabilindu-se pe Coasta de Vest. Fermecător, spiritual, înzestrat pentru științe, Chandler își găsește de lucru ușor. La un moment dat, ocupă un post important într-o companie petrolieră. Participă la primul război mondial, luptând în Franța. Se căsătorește cu Cissy Pascal, o femeie cu 18 ani mai în vârstă decât el. La vârsta de 48 de ani își pierde slujba și începe o perioadă foarte dificilă pentru el. Ca să-și câștige existența, începe să scrie pentru "pulps", publicații de senzație, ieftine, care tipăresc literatură polițistă. Timp de 5 ani, lungi și grei, el își rafinează stilul, fiind susținut moral de soția sa. Când "The Big Sleep" ("Somnul de veci") e publicat în 1939, scriitorul are deja 50 de ani. Romanul e ecranizat în 1946, filmul fiind regizat de Howard Hawks și avându-i în rolurile principale pe Humphrey Bogart și Lauren Bacall. Filmul îl face celebru și pe Chandler. Alte romane de succes sunt "The High Window" ("Fereastra de sus", 1942), "The Lady in The Lake" ("Doamna din lac", 1943), "The Little Sister" ("Sora cea mică", 1949), "The Long Good-Bye" ("Rǎmas bun pentru vecie", 1953). Personajul principal creat de Chandler, detectivul Philip Marlowe, e rafinat, cinic și ironic, scriitorul dând dovadă de remarcabile abilități tehnice. Raymond Chandler a murit în 1959, astăzi fiind catalogat drept unul dintre cei mai buni autori de romane polițiste din secolul 20.

## Opere

### Romane
- Killer in the Rain (1935) (ro. Ucigas in ploaie)
- The Big Sleep (1939) (ro. Somnul de veci)
- Farewell, My Lovely (1940) (ro. Adio iubito, Adio frumoasa mea)
- The High Window (1942) (ro. Fereastra de sus)
- The Lady in the Lake (1943) (ro. Doamna din lac)
- The Little Sister (1949) (ro. Sora cea micǎ)
- The Long Good-Bye (1953) (ro. Rǎmas bun pentru vecie)
- Playback (1958) (ro. Playback) Tradus de George Arion ca Nimic de vânzare și publicat în Almanah Flacăra 1986.[11] Republicat în 1993 de editura Miasad.[12] Republicat  ca Play-back de editura Nemira la 12 ian. 2015, versiune tradusă de Mihai-Dan Pavelescu.[13]
- Astă-seară, Marlowe... traducere de  Const. Popescu, Editura Tineretului 1968

### Scenarii de film
- 1944: Asigurare de moarte (Double Indemnity)
- 1944: And Now Tomorrow
- 1945: The Unseen
- 1946: Dalia albastrǎ (The Blue Dahlia)
- 1951: Strangers on a Train
- 1996: Once you meet a stranger

nerealizate:
- The Innocent Mrs. Duff (Paramount 1946)
- Playback (Universal 1947/48)

## Ecranizări

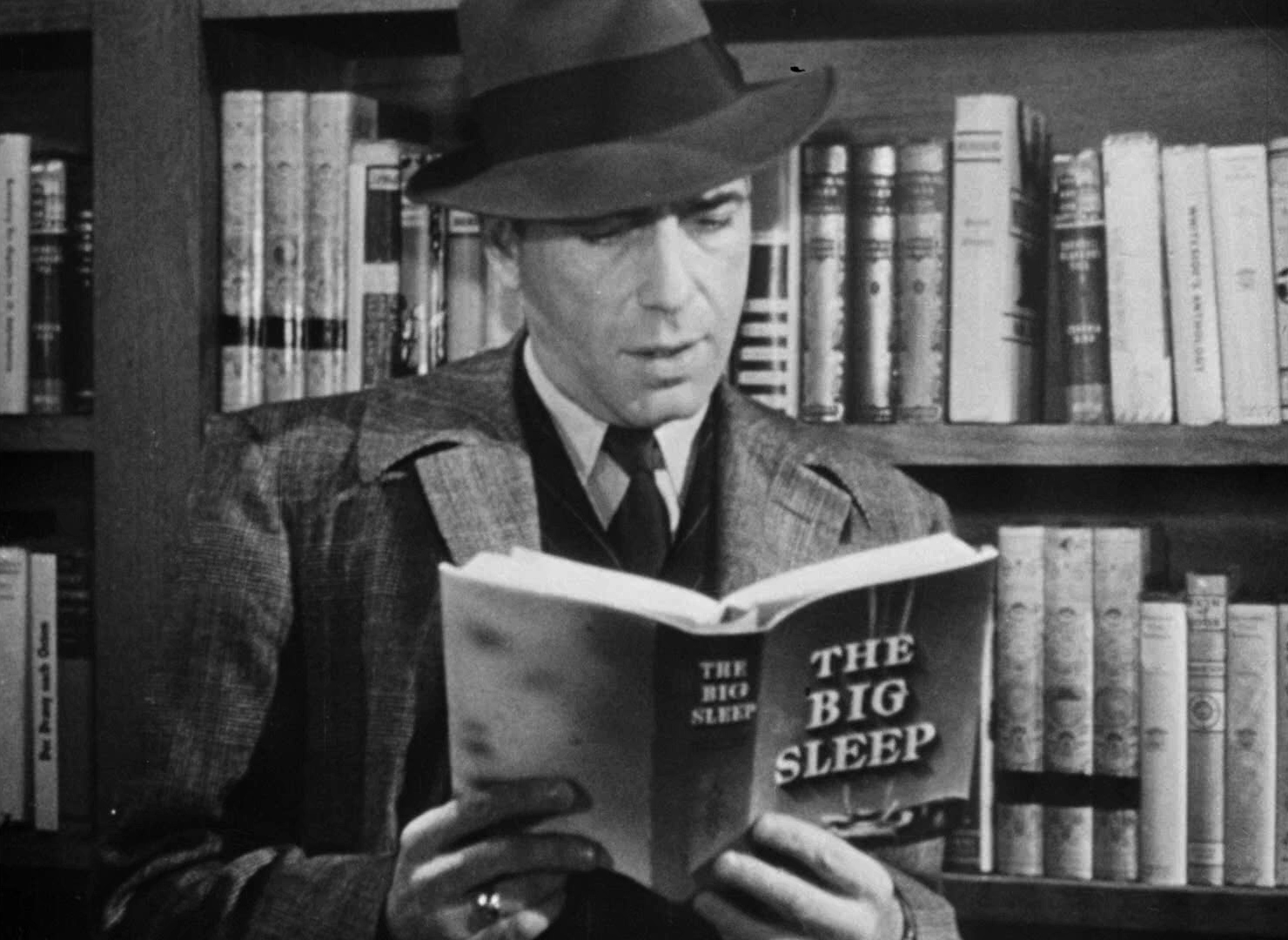
Humphrey Bogart ca Philip Marlowe în Somnul de veci din 1946

Romanele lui Chandler au fost tot mereu subiectul unor filme polițiste. Unele dintre ele au devenit clasicele genului Film noir.
- 1942 Time to Kill, regia Herbert I. Leeds – după The High Window
- 1942 The Falcon Takes Over, regia Irving Reis – după Farewell, My Lovely
- 1944 Murder, My Sweet, regia Edward Dmytryk – după Farewell, My Lovely
- 1946 Somnul de veci (The Big Sleep), regia Howard Hawks – după The Big Sleep
- 1946 Doamna din lac (Lady in the Lake), regia Robert Montgomery
- 1947 The Brasher Doubloon, regia John Brahm – după The High Window
- 1968 Marlowe (Marlowe) – după The Little Sister
- 1973 Rǎmas bun pentru vecie (The Long Goodbye), regia Robert Altman –  după The Long Good-bye
- 1975 Farewell, My Lovely, regia Dick Richards – după Farewell, My Lovely
- 1978 Somnul de veci (The Big Sleep), regia Michael Winner – după The Big Sleep, cu Robert Mitchum
- 1995 Perfect Crimes – 1. episod, după Red Wind
- 1998 Poodle Springs, după Poodle Springs